# Jordi Socías
Jordi Socías (Barcelona, 1945) és un fotògraf català, especialitzat en fotoperiodisme.

## Biografia
Autodidacta, va començar la seva trajectòria professional durant la dècada del 1960. Fou un dels fundadors de l'API, Agència Popular Informativa, que es dedicava a distribuir aquella informació censurada pel règim franquista. El 1979 va ser un dels membres fundadors de l'agència Cover, considerada com una agència gràfica emblemàtica en la transició democràtica espanyola.
Més endacvant va començar a treballar per a la revista Cambio 16, entre altres publicacions nacionals, fins que va començar a treballar d'editor, assumint el càrrec de responsable de l'edició gràfica d'El País Setmanal. Ha format part del jurat del premi World Press Photo de 1983.

## Estil
Socías és un dels referents del fotoperiodisme de la segona meitat del segle XX a l'Estat Espanyol. Fa servir un punt de representació subjectiva. Ha retratat a diverses personalitats, des de Salvador Dalí fins a Francis Ford Coppola. Segons el mateix Socías, «les imatges publicades construeixen una narració que discorre paral·lela a la dels textos i, estenent el seu profund compromís polític a la seva professió, pensa que, a través d'ella, s'ha d'afavorir la reflexió del lector».

## Influències
Socías va rebre influències dels grans mestres del segle XX com Cartier Bresson, Brassäi, William Klein, Walker Evans, Man Ray, Garry Winogrand, Jacques-Henri Lartigue, Moholy-Nagy, Steichen, Cecil Beaton, Stieglit, André Kertész, Hoyningen-Huene, Avedon o Ralf Gobson, entre d'altres.

## Publicacions
- 1975 - La Guia secreta de Barcelona, amb Josep Maria Carandell.
- 1985 - Pasionaria, Memoria Gráfica (edició gràfica)
- 1987 - Un día en la vida de España (edició gràfica)
- 2010 - Jordi Socías La Fábrica editorial, Madrid

## Exposicions rellevants
- 1979 - Galería Spectrum, Barcelona
- 1979 - Photogalería, Madrid
- 1985 - Fotogalería, Barcelona
- 1992 - Cuatro Direcciones. Fotografía Contemporánea Española 1970-1990, (col·lectiva) Museo Nacional Centro de Arte Reina Sofía
- 2010 - Jordi Socías Fotografía, diverses seus de l'Instituto Cervantes[5]
- 2011 - Maremagnum, Washington.[6]
- 2015 - Jordi Socías. Fotografies trobades. La Virreina.[7]